# Alex Rousseau
Alexandra "Alex" Rousseau è un personaggio della serie televisiva Lost, interpretato dall'attrice Tania Raymonde.

## Biografia del personaggio

### Prima dello schianto
Danielle Rousseau e suo marito Robert naufragarono sull'isola 16 anni prima dello schianto del volo 815 della Oceanic Airlines nel corso di una missione di ricerca. Quando il team della Rousseau si ammala, la donna, per impedire il propagarsi della malattia, uccide tutti gli altri componenti della missione, trovandosi così da sola al momento di dare alla luce Alex.

Rousseau racconta di aver visto una colonna di fumo nero una settimana dopo la nascita della figlia, la colonna di fumo preannunciava l'arrivo degli Altri, che rapiscono Alex.
Dal momento del rapimento Alex ha vissuto con il padre adottivo Benjamin Linus, leader degli Altri, il quale le ha fatto credere di essere il suo vero padre e che la madre fosse morta.

### Dopo lo schianto

#### Prima stagione
Rousseau parla di lei per la prima volta a Sayid, quando lo cattura mentre vaga per l'isola.

#### Seconda stagione
In Maternità, Alex incontra Claire, rapita da Ethan per rubarle il figlio che porta in grembo. Alex la aiuta a fuggire e a ritrovare la strada verso il campo.
In Si vive insieme, si muore soli, Alex partecipa alla cattura di Jack, Kate, Sawyer e Hurley.

#### Terza stagione
In Lo voglio, Alex prova ad aiutare Kate e Sawyer a fuggire, ma viene fermata da Danny Pickett.
In Non a Portland, Alex riesce ad aiutare con successo Kate e Sawyer a liberarsi, in cambio loro la aiutano a liberare Karl, il ragazzo che ama, prigioniero in una struttura per il lavaggio del cervello.

Sulla spiaggia, Alex, Kate, Sawyer e Karl stanno per salire sulla canoa che li porterà in salvo quando Danny li raggiunge, intenzionato ad ucciderli. Improvvisamente compare Juliet, che uccide Danny ma fa fuggire solo Kate, Sawyer e Karl.
In Straniero in terra straniera, Alex aiuta Jack a fuggire dalla sua cella e a impedire così l'esecuzione di Juliet, che viene però marchiata a fuoco.
Una volta che gli Altri sono tornati alle baracche viene organizzata la spedizione di salvataggio per Jack e nell'episodio L'uomo di Tallahassee Sayid, catturato dagli Altri, le rivela che la madre è ancora in vita.

Mentre accompagna Locke al sottomarino passa vicino al luogo dove la Rousseau è nascosta, e la madre riesce così a rivedere la figlia dopo 16 anni.
In L'uomo dietro le quinte, Alex dà a Locke una pistola, dicendogli che gli sarà utile se incontrerà Jacob. La pistola le verrà restituita da Ben, che ritorna da solo dopo aver tentato di uccidere Locke.

Quando Ben dà l'ordine di inviare la squadra ad attaccare il campo sulla spiaggia Alex corre a cercare Karl, nascosto nelle vicinanze, chiedendogli di avvertire i naufraghi del pericolo.

#### Quarta stagione
Ne L'inizio della fine i sopravvissuti si dividono in due gruppi; Alex, Danielle, Ben e Karl si uniscono a Locke.
In Morte accertata, il giorno successivo alla separazione dal gruppo di Jack, benché durante il viaggio verso le baracche la ragazza si dimostri fredda nei suoi confronti dopo che Ben spara a Charlotte, Alex cerca di impedire a Locke di ucciderlo.
In Vi presento Kevin Johnson, durante la loro fuga Karl e Danielle vengono uccisi dal gruppo di mercenari sbarcati dalla nave in cerca di Ben, Alex alza le mani urlando di essere la figlia di Ben e per questo viene presa come ostaggio.
In Cambio delle regole, Keamy si reca col suo gruppo alle baracche. Dopo aver ucciso diversi dei sopravvissuti presenti, porta Alex di fronte alla casa in cui si trova Ben e, puntandole una pistola alla testa, impone all'uomo di consegnarsi a lui, questi rifiuta dicendo che per lui la ragazza non conta nulla, Keamy allora la uccide.

In questa occasione Ben, visibilmente stravolto, pronuncia la frase "Ha cambiato le regole", riferendosi a Charles Widmore, poco prima di scatenare il mostro contro i mercenari.
Sarà lo stesso Ben in Casa dolce casa ad uccidere Keamy, provocando l'esplosione del cargo pur di vendicare la figlia.
Nel 2005 Charles Widmore riceve una visita inaspettata: è Ben che lo accusa di aver ucciso sua figlia, Widmore si difende dando la colpa a Ben, che per tutta risposta gli dice che si pentirà di aver cambiato le regole e che ucciderà sua figlia Penelope.

#### Quinta stagione
In Ciò che è morto è morto, dopo che il fumo ha giudicato Benjamin, nella stanza sotterranea del Tempio appare Alex che strattona Ben e lo minaccia di morte se non avesse obbedito ad ogni parola di John.

#### Sesta stagione
Appare nella settima puntata nei flashsideaways riguardanti Benjamin Linus.